# 5G
5G, technologia mobilna piątej generacji – standard sieci komórkowej będący następcą standardu 4G. Istnieje jeden globalny standard 5G-NE zdefiniowany przez 3GPP, który spełnia wymagania Międzynarodowego Związku Telekomunikacyjnego (ang. ITU) zdefiniowane w standardzie IMT-2020, który opisuje wymagania sieci 5G.
Firmy dostarczające rozwiązania 5G operatorom telekomunikacyjnym to m.in.: Nokia, Ericsson, Samsung, Qualcomm, Cisco, Huawei i ZTE.

## Charakterystyka
Kluczowe wymagania wydajnościowe zdefiniowane w IMT-2020 dla sieci 5G:
- przepływność do 20 Gb/s w łączu do terminala („w dół” – download);
- przepływność do 10 Gb/s w łączu do sieci („w górę” – upload);
- opóźnienia na poziomie 4 ms dla zastosowań eMBB i 1 ms dla zastosowań URLLC;
- efektywność widmowa do 30 bit/s/Hz;
- poziom błędów dla zastosowania URLLC na poziomie 10−5.

Scenariusze zastosowań zdefiniowane przez ITU dla sieci 5G:
- eMBB (enhanced Mobile Broadband) – dostęp wysokich prędkości, w tym również dla użytkowników stacjonarnych (Fixed Wireless Access).
- URLLC (Ultra Reliable Low Latency Communications) – zastosowania wymagające bardzo niskich opóźnień (poniżej 1 ms) i/lub bardzo wysokiej niezawodności (poziom błędów 10−5)
- mMTC (massive Machine Type Communications) – dla szerokiego spektrum zastosowań Internetu Rzeczy, z możliwością obsłużenia do 1 mln urządzeń na km²[7].

### 5G NR
New Radio (NR) Access Technology to oficjalna nazwa technologii 3rd Generation Partnership Project (3GPP), która ma spełniać wymagania 5G postawione przez ITU. Obecnie używana jest tylko nazwa NR, bez rozwijania jej. Analogicznie wymagania dla sieci 4G postawione przez ITU spełniała technologia LTE. Logo 5G zostało dodatkowo zastrzeżone przez 3GPP i nie może być używane w odniesieniu do technologii nie będącej w zgodności ze specyfikacjami 3GPP.
Pierwsza wersja standardu sieci 5G została zamieszczona w 3GPP Release 15. Spełnia  niektóre z założeń ITU. Pełne spełnienie założeń jest przewidziane w zakresie standardu 3GPP Release 16, który ma zostać ukończony na początku roku 2020. Nie oznacza to jednak, że w oparciu o Release 15 nie można już budować sieci 5G ani wykorzystywać urządzeń zgodnych z tym standardem do celów komercyjnych.
3GPP Release 15, jako pierwsza faza standardu piątej generacji, został podzielony na 3 części (to samo źródło co powyżej):
- „Early drop” zawiera rozwiązania non-standalone (NSA) 5G, czyli tzw. architektura Option 3. w trybie non-standalone (NSA). Oznacza to tryb „Dual Connectivity” z siecią LTE – terminal (smartfon, modem) jest jednocześnie podłączony do obydwu systemów[10], specyfikacja zamrożona w marcu 2018;
- „Main drop” zawiera rozwiązania standalone (SA) 5G[9] (tzw. architektura Option 2), specyfikacja zamrożona we wrześniu 2018;
- „Late drop” zawiera dodatkowe architektury systemu (tzw. Option 4, Option 7 i 5G-5G Dual Connectivity), planowane zamrożenie specyfikacji w czerwcu 2019[11].

### Częstotliwości pracy sieci 5G
3GPP podzieliło potencjalne częstotliwości dla 5G na tzw. pasma niskie i wysokie a wartość graniczna została ustalona na 6 GHz. Jednocześnie wszystkie możliwe do wykorzystania przy budowie sieci 5G pasma zostały zapisane w standardzie 3GPP TS 38.101-1 dla pasm poniżej 6 GHz  i   3GPP TS 38.101-2 dla pasm powyżej 6 GHz.
Częstotliwości pola elektromagnetycznego wykorzystywane w sieciach 5G nie mają zdaniem Światowej Organizacji Zdrowia żadnego potwierdzonego wpływu na zdrowie i życie człowieka.

### Architektura sieci 5G
Dual Connectivity i możliwość podłączenia 5G i LTE do dwóch sieci rdzeniowych powoduje powstanie różnych możliwych architektur systemu. 8 opcji zostało zdefiniowanych na początku standaryzacji 5G, a najważniejsze z nich to:
- Architektura 3x (zawarta w 3GPP Rel-15 „Early drop”) – oba systemy podłączone do EPC
- Architektura 2 (zawarta w 3GPP Rel-15 „Main drop”) – całkowity standalone NR podłączony do sieci rdzeniowej 5G.
- Architektury 4 i 7 (zawarte w 3GPP Rel-15 „Late drop”) – zawierają 5GC i Dual Connectivity 5G z LTE zakotwiczone w sieci core 5G.
- Architektura 5 (zawarta w 3GPP Rel-15 „Main drop”) – LTE podłączone do sieci rdzeniowej 5G. Dzięki temu LTE zyska część funkcjonalności 5G.

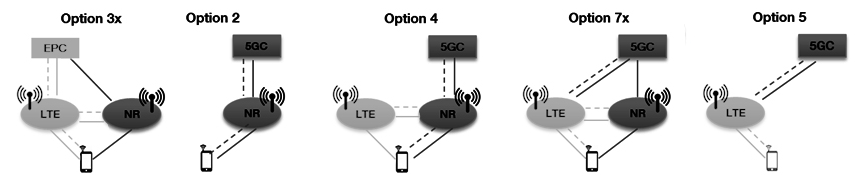
Możliwe architektury sieci 5G

Sieć 5G umożliwia oferowanie wyspecjalizowanych sieci wirtualnych (ang. „network slice”) na współdzielonej infrastrukturze. Jest to koncept logiczny realizowany przez sieć umożliwiający oferowanie usług o bardzo zróżnicowanych wymaganiach na parametry transmisyjne. Możliwe będzie wydzielenie „plastrów” sieci dla konkretnych rodzin zastosowań, a nawet dla konkretnych klientów, zapewniając dodatkowe usługi i zabezpieczenia.

### Możliwości sieci 5G
Rozwój sieci 5G ma umożliwić powstanie rozwiązań wykorzystywanych w wielu branżach, szczególnie przemysłowych czy farmaceutycznych. Pierwsze wdrożenia sieci obejmują szybszy przesył danych z wykorzystaniem telefonów komórkowych lub innych urządzeń przenośnych. 5G ma zapewnić również tzw. Fixed Wireless Access, tj. stacjonarny dostęp do internetu o szybkości transmisji porównywalnej z szybkimi łączami kablowymi.
Istnieją trzy główne kategorie zastosowań sieci 5G:
1. Masowa łączność pomiędzy urządzeniami (maszyna do maszyny) – zwana także Internetem Rzeczy (loT), obejmująca łączenie się miliardów urządzeń bez ingerencji człowieka, na skalę dotychczas nieznaną. Dzięki temu istnieje potencjał zrewolucjonizowania nowoczesnych procesów i zastosowań przemysłowych, włączając w to rolnictwo, produkcję oraz łączność biznesową.
2. Ultraniezawodna łączność o niskich opóźnieniach – stosowana jest w zadaniach krytycznych, włączając w to kontrolę urządzeń w czasie rzeczywistym, robotykę przemysłową, łączność pomiędzy pojazdami oraz systemami bezpieczeństwa, autonomiczne pojazdy i bezpieczniejsze sieci transportowe. Łączność przy niskich opóźnieniach otwiera także całkowicie nowy świat, w którym możliwa jest zdalna opieka medyczna, przeprowadzenie zabiegów czy operacji na odległość.
3. Ulepszona bezprzewodowa transmisja szerokopasmowa – zapewniającą istotnie szybszą transmisje danych oraz większą pojemność, pozwalając na podtrzymanie połączonego świata. Wśród nowych zastosowań znajdzie się bezprzewodowy stacjonarny dostęp do internetu dla domów, transmisje telewizyjne w terenie bez konieczności używania wozów transmisyjnych, oraz lepszą łączność przemieszczających się ludzi.

### Logo sieci 5G

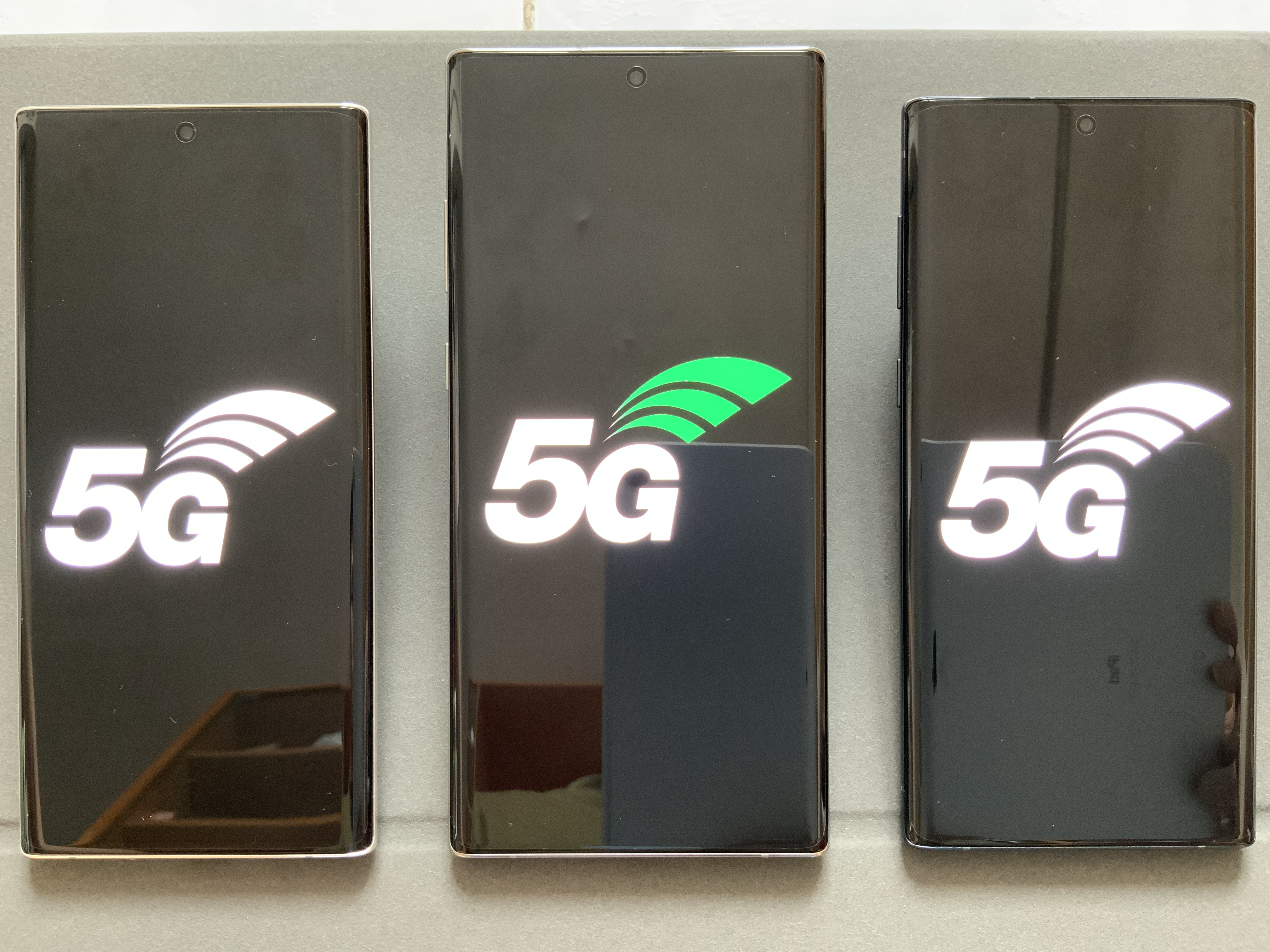
Smartfony Samsung wspierające technologię 5G.

Nowa generacja sieci komórkowej została potocznie nazwana 5G. Oficjalne logo (znak graficzny) zostało zaprezentowane przez 3GPP w lutym 2017 roku wraz ze szczegółowymi wytycznymi dotyczącymi jego stosowania.

## 5G-Advanced
5G-Advanced (w skrócie 5.5G i 5G-A) jest ewolucją 5G zdefiniowaną w specyfikacjach wydanych w ramach 3GPP Release 18. 5G-A stanowi etap przejściowy pomiędzy 5G i 6G. Technologia ta dostarcza zaawansowane usługi dla takich rozwiązań jak rozszerzona rzeczywistość czy samochody autonomiczne. 5G-A oferuje teoretyczną prędkość pobierania danych 10 Gbps, wysyłania 1 Gbps i obsługę 100 mld urządzeń.
Standard definiuje wsparcie dla komunikacji satelitarnej (ang. Non-Terrestrial Network, NTN), pozwalające na komunikację z bezzałogowymi statkami powietrznymi w trudno dostepnych miejscach. MediaTek posiada w swojej ofercie chipset zapewniający komunikację satelitarną z wykorzystaniem 5G.
Wydanie 18 3GPP zostało zakończone w połowie 2024 roku. W lutym 2025 Elisa ogłosiła wdrożenie pierwszej sieci 5G-A w Helsinkach, a w marcu 2025 China Mobile ogłosiło wdrożenie sieci 5G-A w Hangzhou.

## Infrastruktura
W 2017 roku przedsiębiorstwa Telia, Ericsson i Intel uruchomiły pierwszą sieć 5G działającą w czasie rzeczywistym w Europie. Testy dotyczyły Tallinna i Sztokholmu. W tym samym roku zaczęto testować 5G w Londynie W 2019 roku na rynku pojawiły się pierwsze komercyjne smartfony obsługujące standard 5G. Według Deutsche Telekom w 2020 roku standard opuści fazę prototypu i zacznie być udostępniany klientom biznesowym. Z kolei prezes Grupy Orange w grudniu 2018 zapowiedział, że na kolejny rok planowanych jest 17 komercyjnych wdrożeń sieci 5G w Orange.
Unia Europejska chce wykorzystywać do tego pasmo 700 MHz, które, zgodnie z planem, ma zostać przypisane do szerokopasmowych usług internetowych od czerwca 2020 roku.
Według Komisji Europejskiej technologia 5G „ma potencjał utworzenia dwóch milionów miejsc pracy w całej UE”.

## Wdrażanie

### Polska

#### Rządowe założenia
Według strategii opublikowanej przez Ministerstwo Cyfryzacji w styczniu 2018 roku, pierwszym miastem objętym siecią 5G ma być Łódź. Decydującym o wskazaniu Łodzi okazał się duży węzeł komunikacyjny w okolicach miasta i szereg usług opartych na sieci wprowadzanych przez lokalny samorząd.
Usługi miasta Łódź oparte na sieci 5G:
- inteligentne budynki,
- system naprowadzania na miejsca parkingowe,
- innowacyjny system oświetlenia,
- lokalne aplikacje wspierające mieszkańców,
- Elektroniczny System Sterowania Ruchem,
- mapa jakości powietrza w czasie rzeczywistym.

9 lipca 2018 roku podpisano list intencyjny między przedsiębiorstwem Ericsson a Łódzką Specjalną Strefą Ekonomiczną w sprawie prowadzenia szkoleń dla przedsiębiorców z możliwością zastosowania nowej technologii.
Do 2025 roku wszystkie obszary miejskie i wszystkie główne szlaki transportu lądowego mają mieć nieprzerwany dostęp do sieci 5G. Jednak wcześniej, bo już w 2019 roku uruchomienie sieci dla swoich klientów zapowiedzieli przedstawiciele operatora Orange. Pracę nad systemem oficjalnie potwierdził również T-Mobile Polska.

#### Wdrożenia komercyjne
We wrześniu 2018 roku Orange Polska we współpracy z Huawei przeprowadzili pierwsze w Polsce testy poza laboratorium – w Gliwicach. W warunkach miejskich, przy większych odległościach, dane popłynęły z prędkością 1,5 Gb/s, wykorzystując kanał o szerokości 100 MHz. Testy te były prowadzone także w kolejnych miesiącach i na początku grudnia 2018 roku operator poinformował o testowym uruchomieniu pierwszej w Polsce komercyjnej stacji 5G zgodnej z 3GPP Release 15, działające na tych samych częstotliwościach, co stacja wykorzystana w pierwszym teście.
7 grudnia 2018 roku w centrum #5G_LAB w Warszawie została uruchomiona pierwsza w Polsce w pełni funkcjonalna sieć 5G, składająca się z pięciu stacji bazowych, pracujących w paśmie 3,5 GHz o szerokości kanału 100 MHz. W inauguracji wzięli udział minister cyfryzacji Marek Zagórski, prezes zarządu T-Mobile Polska Andreas Maierhofer, prezes zarządu Deutsche Telekom Timotheus Höttges oraz odpowiedzialny za rynek europejski członek zarządu tegoż przedsiębiorstwa, Srini Gopalan.
W połowie września 2019 roku Orange Polska we współpracy z Ericssonem uruchomił w Warszawie testową sieć 5G na terenie dwóch dzielnic (Ochoty i Powiśla). 7 Stycznia 2020 roku operator sieci Play chce uruchomić w Trójmieście pierwszą swoją stację 5G oraz udostępnić ją mieszkańcom.
11 maja 2020 roku sieć Plus jako pierwsza uruchomiła 5G w 7 miastach (Warszawa, Gdańsk, Katowice, Łodź, Poznań, Szczecin i Wrocław) w ofercie komercyjnej. Operator korzysta z infrastruktury europejskich producentów – Nokii i Ericssona.
Wdrożenia komercyjne 5G wzbudziły kontrowersje ze względu na lokalizację urządzeń bazowych. Infrastruktura sieci Play pod Szczecinem stanęła w pobliżu osiedla mieszkaniowego, co wzbudziło protesty mieszkańców w sierpniu 2021 roku.

#### Zwiększenie norm dotyczących promieniowania
Aleksander Piskorz z portalu Interia Mobtech pisał w listopadzie 2019 r. że ówcześnie obowiązujące regulacje dotyczące promieniowania dla sieci komórkowych w Polsce są jednymi z najbardziej restrykcyjnych w Europie, ponieważ zostały oparte na założeniach, które były ustalane przed szeroką dostępnością telefonów komórkowych. Aby wprowadzić sieć 5G w Polsce, od 1 stycznia 2020 r. rozporządzeniem ministra zdrowia zwiększono maksymalną dozwoloną gęstość promieniowania z 0,1 W/m² do wartości z przedziału od 2 W/m² do 10 W/m² w zależności od częstotliwości promieniowania. Nowe normy są zgodne z zaleceniem Komisji Europejskiej, a także rekomendacjami Światowej Organizacji Zdrowia i Międzynarodowej Komisji ds. Ochrony Przed Promieniowaniem (ICNIRP) w tym względzie.
Ministerstwo Zdrowia przed wprowadzeniem nowych norm, prezentując projekt zmian, określiło ówcześnie obowiązujące przepisy jako „nie tylko archaiczne, ale również nieadekwatne w stosunku do obecnej wiedzy naukowej”. Finalnie ekspozycja człowieka na promieniowanie elektromagnetyczne ma znacząco spaść – dzięki bardziej efektywnemu wykorzystaniu mocy stacji bazowych ma się polepszyć zasięg sieci komórkowych, jak i zmniejszyć moc nadawania urządzenia (telefonu) potrzebna do połączenia.

#### Rozwój i aukcje częstotliwości w 2025 roku
W marcu 2025 roku Urząd Komunikacji Elektronicznej przeprowadził aukcję pasm 700 i 800 MHz przeznaczonych na potrzeby sieci 5G. Proces zakończył się w ciągu dwóch dni, a łączna kwota uzyskana od czterech głównych operatorów (Orange, T-Mobile, Play, Plus) wyniosła ponad 2,58 mld zł.
Operatorzy pozyskali częstotliwości według następującego podziału:
- Orange Polska – dwa bloki w paśmie 700 MHz,
- Play – dwa bloki w paśmie 700 MHz,
- T-Mobile Polska – jeden blok w paśmie 700 MHz oraz jedyny dostępny blok w paśmie 800 MHz,
- Plus (Polkomtel) – jeden blok w paśmie 700 MHz.

Pasmo 700 MHz, wcześniej wykorzystywane przez naziemną telewizję cyfrową (DVB-T), charakteryzuje się szerokim zasięgiem i dobrą penetracją sygnału w terenie, co czyni je szczególnie przydatnym na obszarach wiejskich i w trudno dostępnych lokalizacjach. Z kolei pasmo 800 MHz, zdobyte przez T-Mobile, może znacząco poprawić jakość usług w miastach, zwłaszcza wewnątrz budynków.

## Obawy
W Brukseli wstrzymano testy sieci 5G ze względu na przepisy dotyczące pól elektromagnetycznych. Ograniczenia wprowadzono w niektórych gminach we Włoszech np. Florencji, Rocca di Papa, niektórych gminach i kantonach Szwajcarii. W amerykańskim stanie New Hampshire w uchwale ustanawiającej komisję do zbadania wpływu rozwoju technologii 5G na środowisko i zdrowie autorstwa sen. Toma Shermana zwrócono uwagę, że „wiele recenzowanych badań naukowych pokazuje powiązanie pomiędzy falami radiowymi telefonii komórkowych i chorobami” oraz że „220 wiodących naukowców na świecie podpisało się pod apelem do WHO i ONZ w celu ochrony zdrowia publicznego przed promieniowaniem bezprzewodowym”.
Również w Polsce są wątpliwości dotyczące wpływu fal elektromagnetycznych na organizm człowieka. Pisze prof. Marek Zmyślony, ekspert z łódzkiego Instytutu Medycyny Pracy kierujący Zakładem Ochrony Radiologicznej: „Wiemy, że pole elektromagnetyczne, z którym mamy do czynienia w telefonii komórkowej, działa na organizm człowieka i wywołuje skutki biologiczne. Nie ma natomiast jednoznacznych danych, pozwalających stwierdzić, czy ma to jakieś skutki zdrowotne. Z tego powodu, jeśli chodzi o normy dotyczące promieniowania, należy przyjąć zasadę ostrożności.” „O skutkach biologicznych i zdrowotnych promieniowania milimetrowego nie wiemy prawie nic. Zastosowanie takich fal były niszowe, a badań zakrojonych na szeroką skalę nie było”. Według Zmyślonego fale milimetrowe, które oprócz innych są używane w 5G, są niemal całkowicie pochłaniane przez skórę, dzięki czemu nie oddziałują na tkanki położone głębiej. Skóra jest jednak również bardzo ważna, a ewentualne zaburzenia, które w niej powstają, mogą się przenosić do wnętrza organizmu.

## Dezinformacja

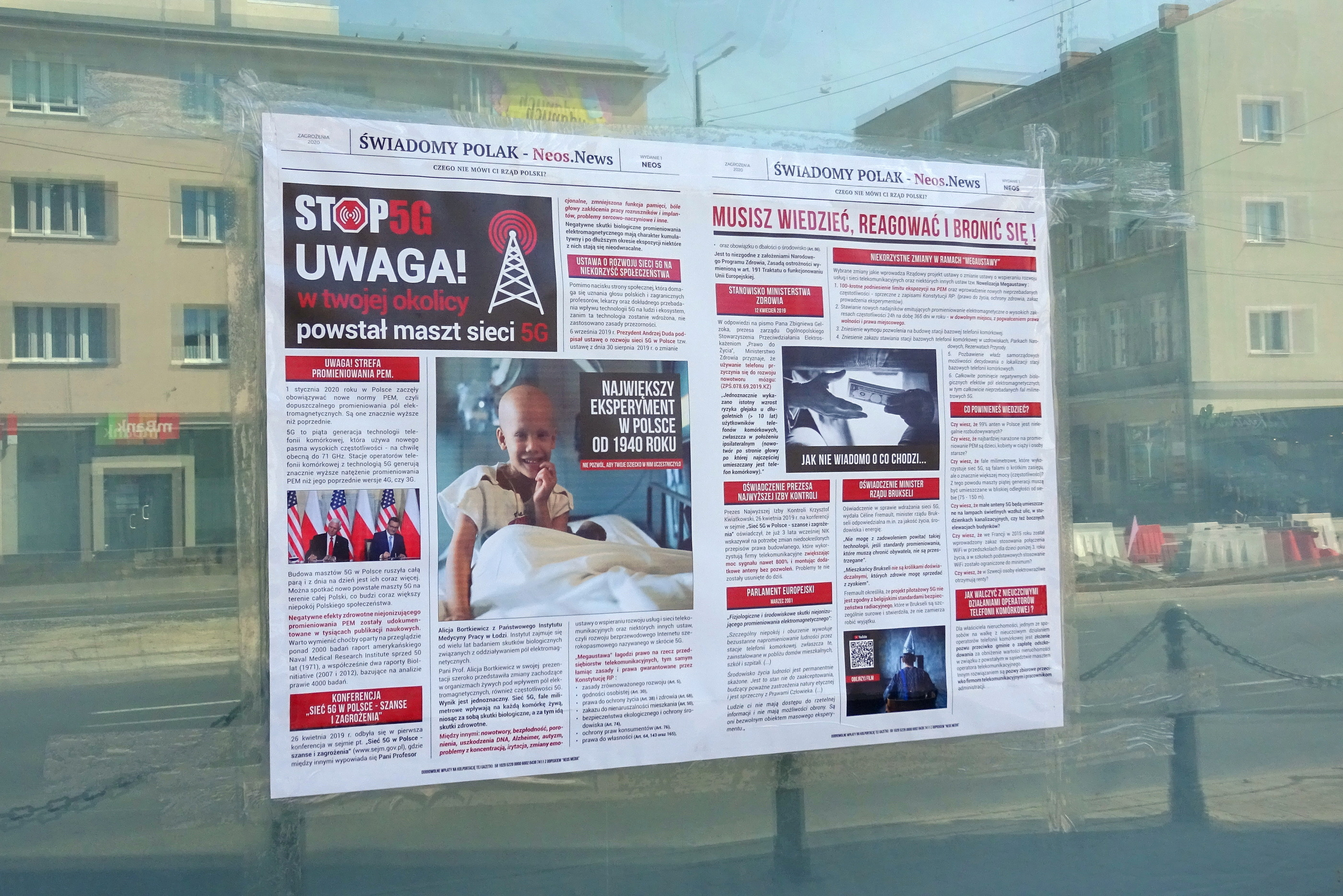
Dezinformacja w formie naklejanej w przestrzeni publicznej gazetki

Według szeregu źródeł technologia 5G i jej wprowadzanie staje się przedmiotem dezinformacji m.in. w postaci pojawiających się fake news, teorii spiskowych i czarnej propagandy. Według m.in. analityków EUvsDisinfo, wysiłki zmierzające do podważenia poparcia publicznego dla technologii 5G w krajach zachodnich wpisują się w szerszą strategię Federacji Rosyjskiej w zakresie dywersji, aby osłabić Zachód wszelkimi możliwymi środkami i tym samym wyrównać swoje szanse przez tworzenie przewagi konkurencyjnej Rosji. Utrudnianie wprowadzenia technologii 5G na Zachodzie, na przykład poprzez krępowanie demokratycznego podejmowania decyzji poprzez wywoływanie bitew regulacyjnych lub prawnych pod pretekstem rzekomych niekorzystnych skutków zdrowotnych 5G, jest korzystne z punktu widzenia i dążeń Kremla do wprowadzenia tej technologii.

### Reakcje
W czerwcu 2019 Ministerstwo Cyfryzacji opublikowało i udostępniło do bezpłatnego pobierania Białą Księgę przygotowaną przez Instytut Łączności – Państwowy Instytut Badawczy dotyczącą standardu 5G pod tytułem „Pole elektromagnetyczne a człowiek. O fizyce, biologii, medycynie, normach i sieci 5G” oraz uruchomiło stronę gov.pl/5g. Biała Księga jest kompendium wiedzy na temat promieniowania elektromagnetycznego oraz wpływu sieci komórkowych na organizm człowieka. Celem tych działań jest upowszechnienie faktów wynikających z wiedzy i badań naukowych na temat standardu 5G i w ten sposób walka z dezinformacją dotykającą tego obszaru.